# Прончишчев (възвишение)
Възвишението Прончишчев или кряж Прончишчев (на руски: кряж Прончищева) е възвишение разположено в северозападната част на Якутия, Русия.
Простира се на протежение около 170 km покрай югозападния бряг на море Лаптеви от Анабарския залив на запад до устието на река Оленьок на изток. Максимална височина 291 m (73°21′08″ с. ш. 116°32′40″ и. д. / 73.352222° с. ш. 116.544444° и. д.), разположена в централната му част. Издига се със стръмен откос над ниската крайбрежна равнина, а на юг се спуска полегато към долината на река Уеле (десен приток на Анабар). Изградено е предимно от пясъчници. Покрито е с мъхово-лишейна растителност, а на места има камениста тундра. Наименувано от руския полярен изследовател Едуард Тол по време на експедицията му през 1892 – 93 г. в чест на руския полярен изследовател лейтенант Василий Прончишчев, който първи го открива и описва през 1736 г.

## Топографска карта
- Топографска карта S-49,50; М 1:1 000 000[2]